# 沢州県
沢州県（たくしゅう-けん）は中華人民共和国山西省晋城市に位置する県。

## 歴史
1996年、晋城市郊区が改編され沢州県が設置された。

## 行政区画
- 鎮:南村鎮、下村鎮、大東溝鎮、周村鎮、犁川鎮、晋廟鋪鎮、金村鎮、高都鎮、巴公鎮、大陽鎮、山河鎮、大箕鎮、柳樹口鎮、北義城鎮、南嶺鎮、川底鎮